# Осока пальчаста
Осока пальчаста (Carex digitata) — вид рослин родини осокові (Cyperaceae), поширений у Європі, західній Азії.

## Опис
Багаторічна трав'яниста рослина 10–30 см. Колоски більш-менш розставлені, лише верхній жіночий колосок наближений до верхівкового чоловічого, і дорівнює йому по висоті або навіть перевищує його. Жіночі колоски 1.4–3 см завдовжки з 5–10 квітками. Покривні луски рівні мішечкам. Мішечки 3.5–4 мм довжиною.

## Поширення
Поширений у Європі, західній Азії.
В Україні вид зростає в різних лісах — в Поліссі, Лісостепу, Карпатах звичайний; в байрачних лісах Степу і гірського Криму зрідка або спорадично.

## Галерея

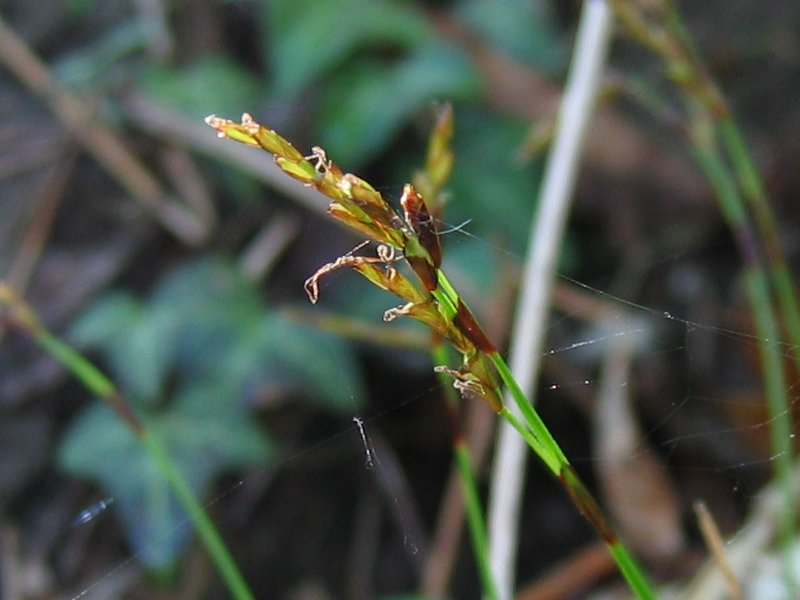
суцвіття
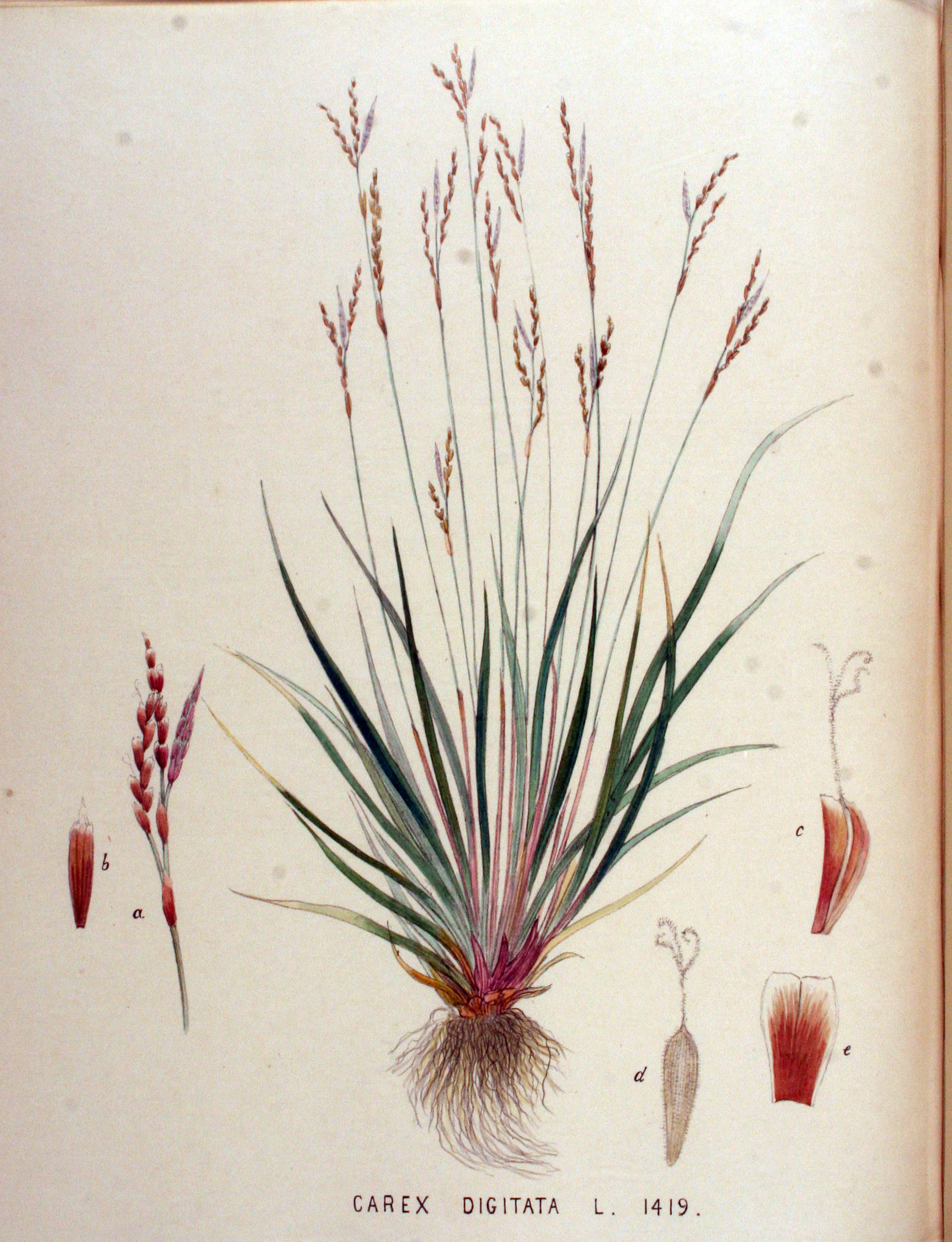
ілюстрація